# Света Богородица Мавровска
„Света Богородица Мавровска“ или Мавриотица (на гръцки: Ιερά Μονή Παναγία Μαυριώτισσα, Панагия Мавриотиса или Μεσονησιώτισσα, Месонисиотиса) е православен манастир край град Костур, Егейска Македония, Гърция. В 1924 година църквата с параклиса „Свети Йоан Богослов“ е обявена за паметник на културата.

## Местоположение
Манастирът е разположен на три километра югоизточно от Костур, на края на костурския полуостров Горица срещу село Маврово от другата страна на Костурското езеро, откъдето идва и името Мавриотиса – Мавровска. В двора на манастира е природната забележителност Мавровски чинар.

## Католикон

### Архитектура
Църквата е изградена в 1082 година от император Алексий I Комнин (1081 – 1118). В архитектурно отношение е еднокорабна базилика с дървен покрив. На западната страна на сграда е оформен просторен притвор, а на източната е полукръглата апсида на олтара.

### Живопис
Стенописите по външната фасада на католикона, изобразяващи императори, Дърво Йесеево и Свети Димитър и Свети Георги са от около 1260 година. Във вътрешността много от стенописите на северната и южната стена на църквата са унищожени при реставрационните дейности на храма. На част от източната стена има стенописи, датиращи от първата половина на XII век, а в друга част на същата стена и на цялата западна стенописите са от края на XII век (Успение Богородично, Разпятие). Забележителна от иконографска гледна точка е сцената „Страшния съд“, която се развива на източната и южната стена на притвора и е от края на XII век. Сцената „Кръщене“ под нея е малко по-късна. Авторите на стенописите произхождат от константинополско ателие. Външните стенописи Дърво Йесеево, императори и светците Димитър и Георги, са датирани около 1260 година.
От X век са входните резбовани дървени врати.
- Апостол Лука, стенопис от края на XI век

## „Свети Йоан Богослов“
Според запазения надпис 1552 година на южната стена на католикона е иззидан и изписан от зографа Евстатиос Якову с ценни стенописи параклисът „Свети Йоан Богослов“. В архитектурно отношение е малък, еднокорабен храм с дървен покрив и вход от запад. Апсидата не излиза извън източната стена. Северната му стена е и южна стена на католикона, затова и покривът му е едноскатен, влизащ под ската на този на католикона.
- Света Богородица Ширшая небес в апсидалната конха
- Свети Сисой в параклиса „Свети Йоан Богослов“, 1552 г.
- Изцеляване на слепите в параклиса „Свети Йоан Богослов“, 1552 г.